# Stinson Beach
Stinson Beach – jednostka osadnicza w Stanach Zjednoczonych, w stanie Kalifornia, w hrabstwie Marin, nad Oceanem Spokojnym.